# La Malinche (wulkan)
La Malinche, Malintzin, Matlacuéyetl, Matlalcueye, Matlalcuéitl (nahuatl: „Czcigodna Pani w Zielonej Spódnicy” od imienia bogini roślinności, małżonki boga deszczu Tlaloca) – wygasły stratowulkan w Meksyku, o wysokości 4464 m, należący do Kordyliery Wulkanicznej. Leży w Parku Narodowym Malintzin, na granicy stanów Tlaxcala i Puebla. Wierzchołek znajduje się w odległości 22,4 km od miasta Tlaxcala, 28,3 km od Puebla i około 118 km stolicy kraju.
Okres od lutego do końca maja 1993 roku to jedyny okres w XX wieku, kiedy obserwowano sezonową pokrywę lodową na szczycie. Pokrywa lodowa była odnotowana po północnej i zachodniej stronie szczytu. Jednak wcześniejsze osady polodowcowe zostały zidentyfikowane na północnych i wschodnich zboczach wulkanu. Spływ wody z Malinche jest jej podstawowym źródłem dla miasta Puebla. Aktywność sejsmiczna jest monitorowane codziennie od 1986 przez stację w Puebla University od 1986 roku, jednak w tym okresie nie stwierdzono dotychczas żadnej aktywności.